# Tokyo Kosei Wind Orchestra
La Tokyo Kosei Wind Orchestra (東京佼成ウインドオーケストラ Tōkyō Kōsei Uindo Ōkesutora, abbreviato TKWO) è un'orchestra di fiati professionistica. È considerata una delle più raffinate e importanti al mondo, in competizione con la Dallas Wind Symphony negli ultimi anni.

## Storia
La TKWO è stata fondata nel 1960 dall'associazione buddhista laica Risshō Kōsei Kai e la sua sede si trova in un quartiere del centro di Tokyo. Originalmente conosciuta con il nome di “Tokyo Kosei Symphonic Band”, prese il suo nome attuale nel 1973 vista il crescente livello musicale e la professionalità. La TKWO è molto attiva, sia in Giappone sia all'estero, con tournée e registrazione d'insieme. È formata dai migliori percussionisti, ottoni e fiati del Giappone.
A partire dal 1984 e fino al 1996 la Tokyo Kosei Wind Orchestra venne dirette dal maestro statunitense Frederick Fennell, e a partire dal dicembre 2014 da Takesh Ooi. La TKWO ha pubblicato più registrazioni professionali di ogni altra orchestra di fiati al mondo. Ha anche svolto un ruolo importante nella composizione ed esecuzione di opere originali per orchestra di fiato di compositori giapponesi e stranieri.
Alcuni compositori giapponesi con cui l'orchestra ha collaborato sono: Yasuhide Ito, Hiroshi Hoshina, Tetsunosuke Kushida, Akira Miyoshi, Michio Mamiya, Bin Kaneda, Masamichi Amano, Toshiro Mayuzumi, Toshio Mashima, Isao Matsushita e molti altri. Famosi direttori ospiti stranieri sono stati Alfred Reed, Donald Hunsberger, Arnaldo Gabriel, Robert Jager, Ray Cramer, Craig Kirchhoff e Václav Bahunek.
La Tokyo Kosei Wind Orchestra si esibisce di frequente a Fumon Hall, un enorme auditorium localizzato nel campus della Rissho Kosei Kai. Fumon Hall ha anche regolarmente ospitato la finale della All-Japan Band Association, una competizione di bande a livello nazionale. Con circa 14.000 bande partecipanti, il concorso AJBA  è attualmente il concorso musicale più grande del mondo.